# 大崎市松山御本丸公園

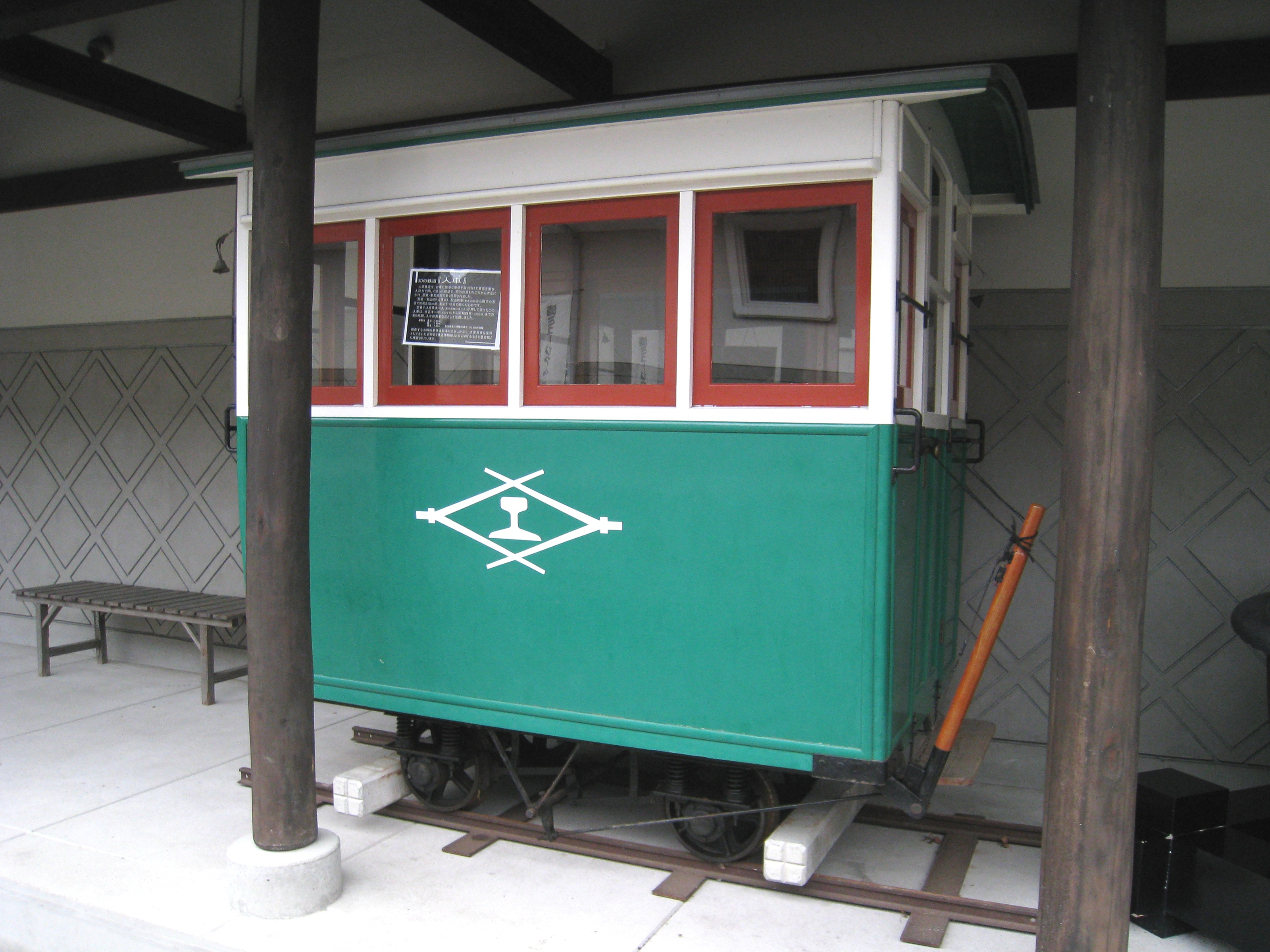
コスモス祭り開催中の運行に使用されているレプリカ人車（大崎市松山酒ミュージアム）

大崎市松山御本丸公園（おおさきしまつやまごほんまるこうえん）は、日本の公園である。コスモス園（コスモスえん）とも呼ばれる。

## 概要
宮城県大崎市の松山地域に所在し、かつて千石城が存在した高台上に位置する公園であって、本丸と二ノ丸、三ノ丸から成り、明治百年の記念として整備された三ノ丸では、1983年からコスモスの栽培が行われており、コスモス園となっている。
コスモス園では、9月から10月にかけて18種類・約20万本のコスモスが咲き乱れ、見頃となる時期の休日にはコスモス祭りが開催され、毎年家族連れらで賑わっている。祭りでは野外ステージを利用したイベントなどが開かれ、また園内の人車軌道を使った車両の運行も行われている。
人車軌道とは車夫が押すことによって車両である人車を動かす鉄道であり、松山地域において1922年から1928年まで運行されていた松山人車軌道は、大崎市松山酒ミュージアム付近と東北本線の松山町駅を結んでいた。
園内で使用されている人車は、コスモス園での運行に供すべく、大崎市松山ふるさと歴史館に展示されている復元人車を元にして、1992年に製作されたレプリカであり、コスモス祭り開催期間以外は、酒ミュージアムで展示されている。レプリカ人車の詳細は松山人車軌道#現存車両を参照。
御本丸公園は、大崎市が「大崎市松山御本丸公園条例」に基づいて、史跡の保存及び活用を目的として設置している公園である。

## 利用情報
休園日
なし
入園時間
8:30 - 17:00
コスモス物産館
9月 - 10月上旬のみ営業